# Antena monopol

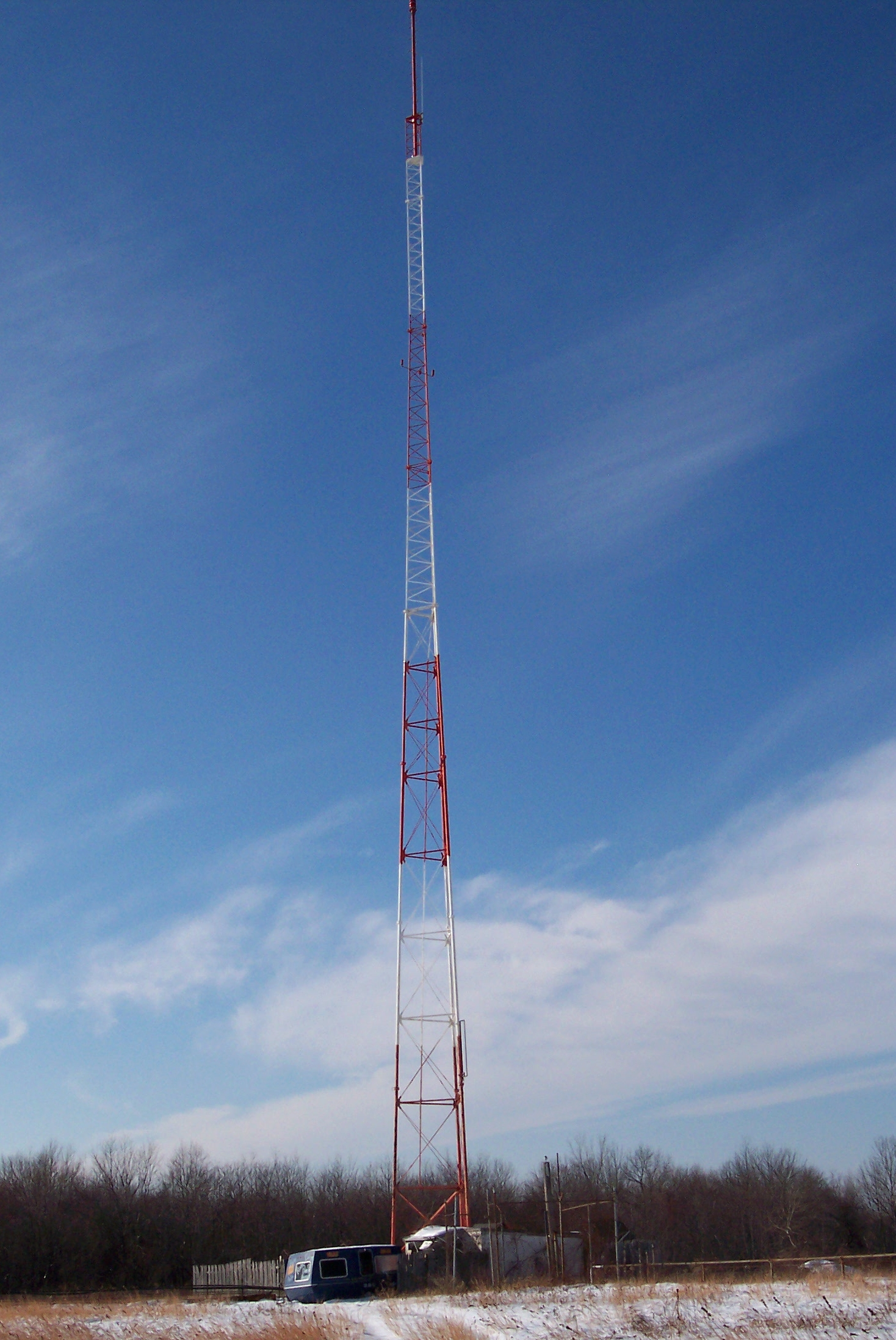
Fig-1 Antena monopol emprada com a emissor de ràdio

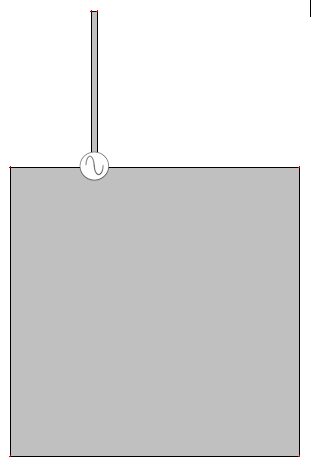
Fig.2 Alimentació del monopol

Antena monopol és un tipus de ràdio antena que consisteix en un cable conductor muntat més o menys perpendicular sobre una superfície conductora anomenada pla de massa que és sovint el terra (vegeu Fig.1). El senyal a enviar des del transmisor, o el senyal rebut cap al receptor, està entre el pls de massa i el punt més proper del cable (vegeu Fig.2) A diferència de l'antena dipol, que esà formada per 2 cables conductors idèntics.

## Història
L'antena monopol fou inventada l'any 1895 i patentada el 1896 pel pioner ràdio Guglielmo Marconi durant els primers experiments històrics de comunicació per ràdio. Marconi va començar utilitzant l'antena dipol inventada per Heinrich Hertz que consistia en 2 conductors idèntics. No obstant, va descobrir experimentalment que si un dels cables el substituïa per una connexió a terra, la distància de cobertura era major.

## Tipus de monopols
- Antena monopol on el pla de massa és el terra (vegeu Fig.1)
- Antena Whip : és la típica antena dels automòbils formada per una vareta metàl·lica inclinada (vegeu Fig.3)
- Antena F invertida: és una variació de l'antena monopol, molt emprada en dispositius portables.

## Característiques
- Diagrama de radiació : Igual que l'antena diplol presenta omnidireccionalitat excepte en la part superior i inferior.[2]
- Polarització: Igual que l'antena diplol present polarització vertical tot al llarg del cable.
- Guany : 5.19 dBi, és el doble (+ 3 dB) que l'antena dipol (2.19 dBi), ja que radia en la meitat d'espai.

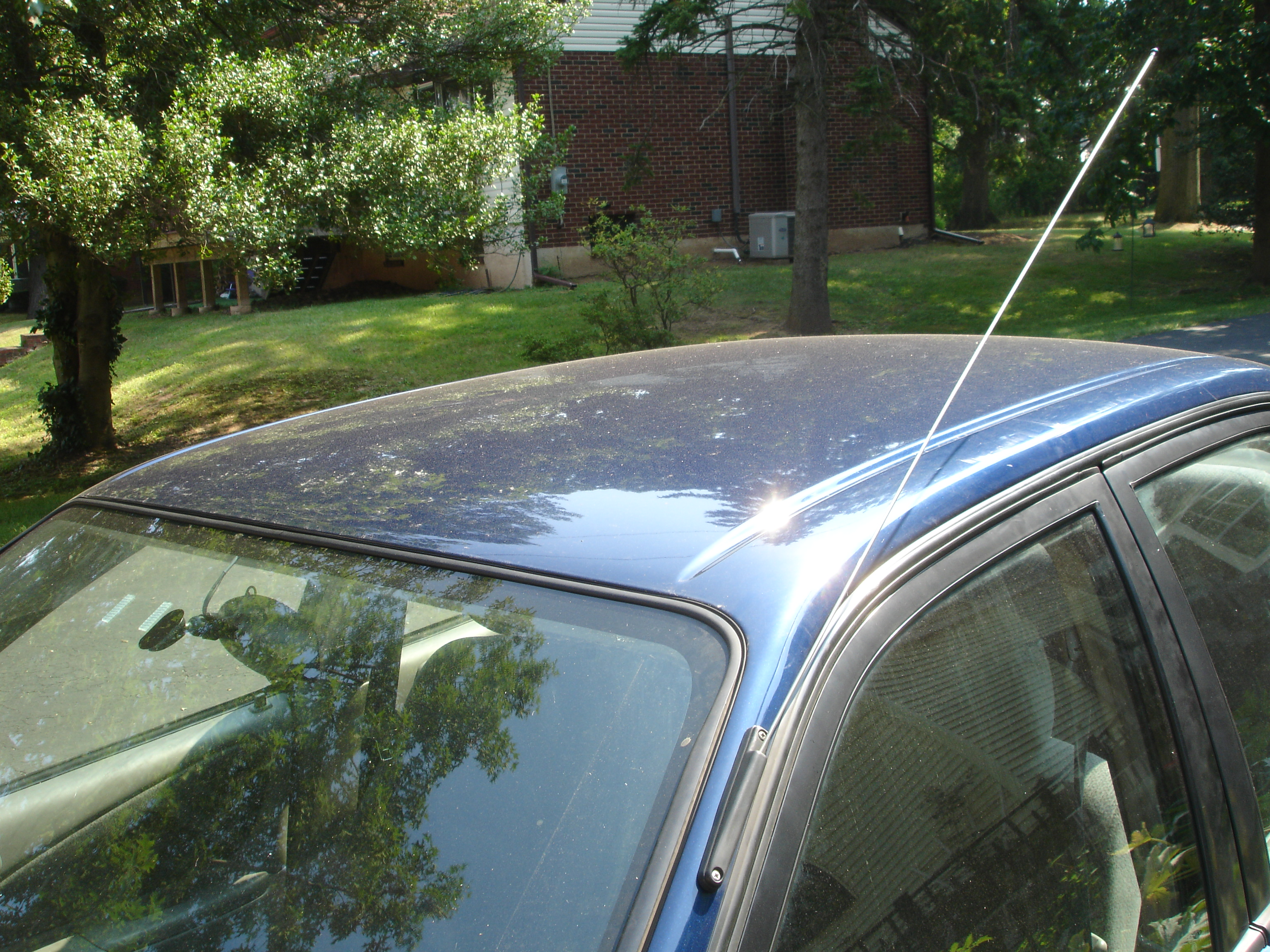
Fig.3 Antena Whip

- Fig.3 Antena WhipImpedància o resistència de radiació : 36.8 ohms, la meitat que l'antena dipol (73 ohms)